# Monastère blanc
Le monastère blanc (arabe : الدير أبيض), également le monastère d'Abba Shenouda (en copte : ⲡⲙⲟⲛⲁⲥⲧⲏⲣⲓⲟⲛ ⲛ̀ⲧⲉ ⲁⲡⲁ ϣⲉⲛⲟⲩϯ) et le monastère d'Athribian (en copte : ⲡⲧⲱⲟⲩ ⲛ̀ⲁⲑⲣⲏⲃⲓ, littéralement la montagne d'Athribis) , est un monastère copte orthodoxe nommé d'après Saint Shenouda l'Archimandrite. Il est situé près des villes de Haute-Égypte de Tahta et Sohag, et à environ 4 km au sud-est du Monastère Rouge. Le nom du monastère vient de la couleur de la pierre calcaire blanche de ses murs extérieurs. Le monastère blanc est architecturalement similaire au monastère rouge.

## Fondation et histoire
Le monastère a été fondé par saint Pigol (en copte : ⲡⲓϫⲱⲗ), l'oncle maternel de saint Shenouda l'Archimandrite en 442 apr. J.-C. [Date discutable : voir ici ] . Cependant, il n'est devenu célèbre qu'après que Shenouda a succédé à son oncle comme abbé du monastère.
De 30 moines, la population du monastère blanc est passée à 2 200 moines et 1 800 nonnes au moment de la mort de Shenouda en 466. La taille du monastère s'est également agrandie au cours de cette période pour atteindre 52 km 2, une superficie environ 3 000 fois supérieure à sa taille originale. Ce complexe immense comprenait des cellules, des cuisines et des entrepôts, dont les ruines sont encore visibles sur les côtés nord, ouest et sud environnants de l'église.
Après la mort de Chenouda, la communauté du monastère blanc resta forte tout au long du Ve siècle sous la direction de saint Wissa ( Copte  ⲃⲏⲥⲁ ) et plus tard saint Zénobe. Cependant, le monastère commença lentement à décliner après l'invasion arabe de l'Égypte en 641 apr. J.-C. Ce déclin peut être attribué en partie aux lourdes taxes que devaient supporter les monastères égyptiens. De tels impôts ont fait disparaître un grand nombre de lieux de prière.
Au milieu du VIIIe siècle, Al-Kasim Ibn Ubaid Allah, un gouverneur arabe, entra de force dans l'église du monastère avec sa concubine à cheval. La concubine chuta violemment au sol et finalement mourut en tombant du cheval qu'elle montait.
Le monastère accueillit des moines arméniens aux XIe et XIIe siècles. Ceci est indiqué dans les inscriptions trouvées sur les peintures de l'abside centrale de l'église, qui datent entre 1076 et 1124. Parmi ces moines arméniens se trouvait un vizir arménien devenu moine après avoir été banni de ses fonctions sous le califat Fatimide d'Al-Hafiz (1131-1149).
En 1168, le monastère fut attaqué par le commandant musulman Shirkuh.
Le monastère a subi d'importantes restaurations entre 1202 et 1259. Au XIIIe siècle, dans l'ouvrage attribué à Abu al-Makarim, il est mentionné que le monastère comprenait un donjon, probablement construit au Moyen Âge pour protéger le monastère des attaques des bédouins du désert. Abu al-Makarim parle également d'un mur d'enceinte autour du monastère, à l'intérieur duquel existait un jardin rempli d'arbres de toutes sortes. L’absence de manuscrits littéraires après le XIVe siècle indique que le monastère était désormais dans un état de déclin avancé.
Le monastère fut visité par Johann Michael Vansleb en 1672 et par Richard Pococke en 1737. Tous deux ont attribué à tort la fondation du monastère d'Hélène de Constantinople, la mère de l'empereur Constantin.
Au cours de la seconde moitié du XVIIIe siècle, l'angle sud-ouest de l'église-complexe survivant s'est effondré.
En 1798, le monastère fut saccagé et totalement incendié par les Mamelouks. La destruction a été évoquée par le voyageur français Dominique Vivant, qui a visité le monastère le lendemain de sa destruction.
En 1802, sous la direction de Muhammad Ali, certaines parties du monastère furent reconstruites.
En 1833, Robert Curzon visita le monastère et laissa une trace écrite de sa visite. En 1893, Fergusson publia un plan du complexe religieux. Cependant, les contributions les plus significatives à l'étude du monastère et de son église ont été apportées par des visiteurs tels que Wladimir de Bock (1901), CR Peers (1904), Flinders Petrie (1907), Somers Clarke (1912) et Ugo Monneret de Villard (1925).
En 1907, le complexe de l'église a subi une autre réparation qui comprenait l'enlèvement des incrustations de briques et le recouvrement des portes. Puis, dans les années 1980, d'autres travaux de restauration ont eu lieu sur les murs et les colonnes de l'église.

## Description du monastère
La seule partie survivante du monastère d'origine est son complexe religieux, construit dans le style basilique. Il dispose de six entrées ; trois placés au centre des murs nord, sud et ouest. Les trois autres sont situés au sud du mur ouest, à l’est du mur sud et à l’est du mur nord. Son apparence ressemble à un temple égyptien antique. Il présente une combinaison d'exo- et d'esonarthex menant au corps de l'église d'origine. Ce corps, aujourd'hui cour ouverte, renferme une nef flanquée de deux ailes. Ces ailes sont séparés de la nef par de longues rangées de colonnes avec une aile retournée à l'ouest pour définir l'ésonarthex. Il existait au sommet de ces passages des galeries mezzanines, comme en témoignent les deux rangées de fenêtres visibles sur les murs. Pour se rendre compte du style grandiose de cette basilique du Ve siècle, il suffit d'observer les dimensions de cette cour ouverte (sans toiture). Elle mesure 60 mètres de long sur 25 mètres de large, et la nef occupe la moitié de cette largeur.

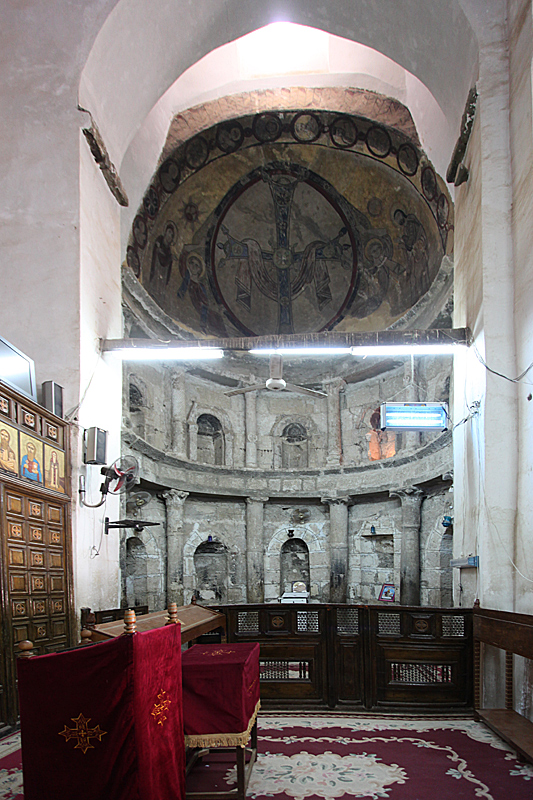
Abside sud de l'église du monastère

L'église actuelle occupe aujourd'hui ce qui était autrefois le chœur et les espaces du sanctuaire. Celui-ci est séparé de la cour ouverte par un solide mur de briques rouges, de construction moyenâgeuse, avec portes et fenêtres. Le sanctuaire d'origine a été construit dans un style trilobé, avec trois absides. C'est une marche plus haute que la nef de la cour ouverte. L'espace rectangulaire, défini par les absides sur ses côtés nord, sud et est, servait d'autel à la grande basilique. Aujourd'hui, l'autel est situé dans l'abside centrale ou orientale. Le reste de l'espace est désormais intégré à la nef de l'église actuelle. Il y a aussi une nouvelle iconostase réalisée en bois massif et ornée de petites icônes sur son registre supérieur. Le sanctuaire actuel de l'abside centrale est en réalité divisé en trois. Celui du milieu est dédié à saint Shenouda l'Archimandrite, celui du sud à la Vierge Marie et celui du nord à saint Georges.
Les trois absides originales sont d'une construction magnifique. Chacune contient deux registres de colonnes séparées par une frise décorative et surmontées d'architraves. Entre les colonnes se trouvent les niches. La section horizontale des niches de chaque registre alterne entre rectangulaire et circulaire. Le demi-dôme de chacun est décoré avec un beau design. Au-dessus des registres se trouve le majestueux demi-dôme.
Ce sont des peintures que l'on peut distinguer dans ces semi-dômes. Celui de l'abside centrale présente une peinture du Pantokrator et des quatre évangélistes. Dans l'abside nord se trouve une représentation de la dormition de la Vierge Marie. L'abside sud présente une représentation de la résurrection avec les deux Marie et deux anges.
Le complexe religieux comprend plusieurs annexes le long des murs est et sud. Le plus important d'entre eux est la grande salle qui longe le mur sud. Au début, cela remplissait probablement la fonction d'une chambre de femmes. Le bâtiment possède une chambre à chacune de ses extrémités est et ouest. La chambre ouest contient un puits et a été reconstruite au début du XIXe siècle. Il y a également deux chambres au sud de l'abside centrale et une troisième au nord. Du côté sud, une chambre est rectangulaire avec des fonts baptismaux qui servent aujourd'hui de baptistère, et la seconde est circulaire avec des niches. Du côté nord, la chambre est carrée. Il y a une autre chambre rectangulaire à l'ouest de la chambre circulaire et elle est divisée en deux par deux contreforts en saillie.

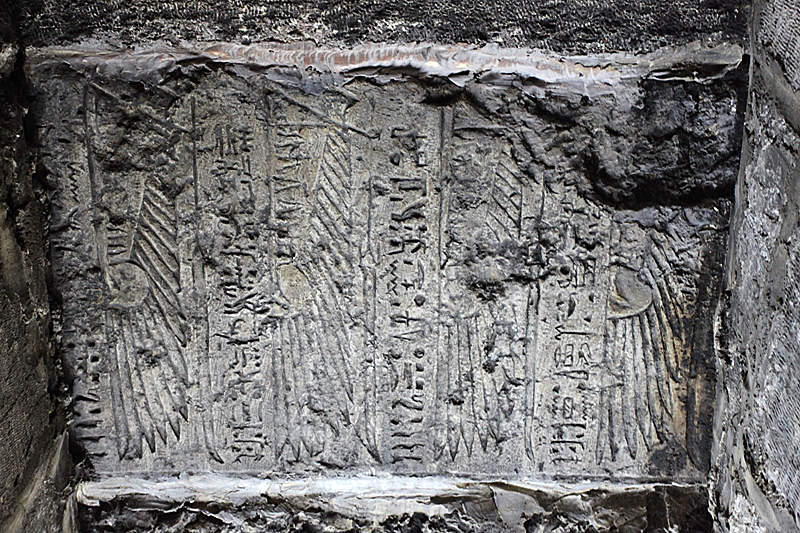
Toit de l'escalier nord-est de l'église du monastère qui comprend des hiéroglyphes égyptiens antiques

Divers matériaux de construction ont été employés pour la construction du complexe religieux. Cela reflète les différentes étapes par lesquelles le monastère est passé depuis sa fondation. Les murs extérieurs sont en pierre calcaire blanche enchâssée dans du mortier sans liaison. Ils sont inclinés de 6 degrés par rapport à la verticale vers l'extérieur (construction d'origine). Les gargouilles et les linteaux des portes sont également en pierre calcaire, les montants des portes étant en granit rouge. La source de ce calcaire provient probablement des ruines des temples égyptiens antiques voisins, dont Saint Shenouda a contribué à la disparition aux sens propre et figuré. Les colonnes d'origine de la nef sont en marbre ou en granit, quelques-unes sont en briques rouges. Beaucoup de ces colonnes ne sont plus debout. Le pavement de la nef est en dalles de calcaire ou de granit.
Le sanctuaire d'origine est aujourd'hui couvert de voûtes en briques cuites, à l'origine il avait un toit en bois. La nef, les ailes et la grande salle sud (narthex latéral) sont désormais sans toit, à l'origine elles avaient des toits à pignon en bois avec des galeries au sommet des ailes. Le mur entre l'exo-narthex et le corps de l'église d'origine est en pierre calcaire. Le grand mur qui définit la limite ouest de l'église actuelle est constitué de briques rouges qui entourent les colonnes et les arcs d'origine. Celui-ci est maintenant recouvert d'une couche de stuc de couleur crème. Les quatre arcs portant les trompes de la coupole centrale du sanctuaire d'origine sont également constitués de briques rouges, à l'exception de celui situé à l'est qui est en marbre.

## La bibliothèque

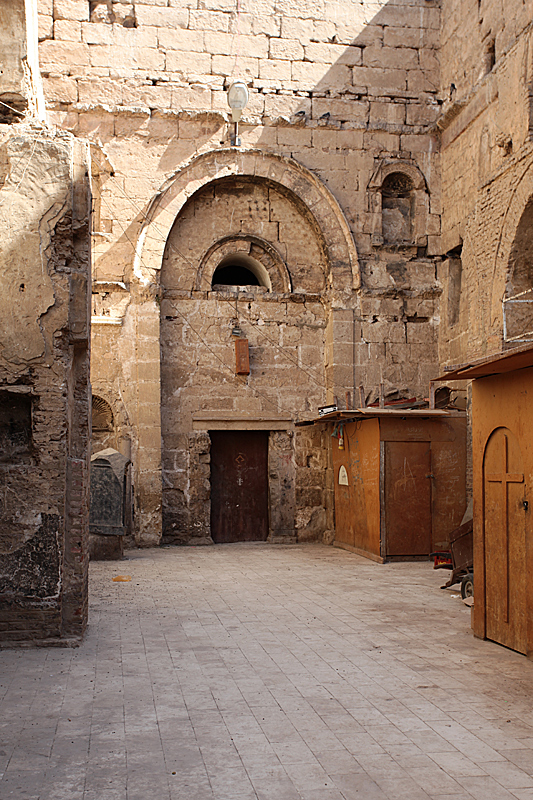
Une bibliothèque dans le Monastère Blanc

La campagne d'alphabétisation menée par Shenouda l'Archimandrite dans son monastère a eu un impact positif sur la bibliothèque du monastère. Avec tous les membres du monastère capables de lire et de nombreux experts dans l'art d'écrire des manuscrits, la bibliothèque devait être l'une des plus grandes bibliothèques de l'Égypte chrétienne. Ce témoignage ne réside pas seulement dans le nombre de codex identifiés, mais aussi dans la vaste diversité de sujets qu'ils abordaient.
Aujourd'hui, les ouvrages de la bibliothèque sont dispersés dans le monde entier. Les codex ont été démembrés et les folios individuels se sont retrouvés dans différentes bibliothèques ou musées. Parfois, même un folio individuel se retrouvait dans différentes bibliothèques distantes de milliers de kilomètres.
De sérieux efforts ont été entrepris pour regrouper artificiellement ces codex de leur diaspora par des moyens photographiques. Mgr. Louis Théophile Lefort, coptologue de Louvain, a fait la première tentative globale pour atteindre cet objectif monumental. Cependant, sa collection fut une tragique victime de la Seconde Guerre mondiale.
Actuellement, cette tâche est reprise par le Professeur Tito Orlandi et ses associés de l'Université La Sapienza de Rome. Là, ils élaborèrent le Corpus dei Manoscritti Copti Letterari. Ils ont pu identifier des centaines de codex distincts à l’aide des travaux antérieurs réalisés par les érudits coptes.
Le contenu des bibliothèques, comme mentionné ci-dessus, orne de nombreuses bibliothèques et musées à travers le monde dès le 19e siècle. Voici une liste partielle des lieux qui possèdent de tels fragments :
- Amsterdam, Rijksmuseum Amsterdam
- Berlin, Deutsche Staatsbibliothek
- Le Caire, Musée copte
- Le Caire, Musée égyptien
- Le Caire, Institut Français d'Archéologie Orientale
- Cambridge, Bibliothèque de l'Université de Cambridge
- Florence, Bibliothèque Laurentienne
- Saint-Pétersbourg, Bibliothèque nationale russe
- Londres, British Library
- Londres, Eton College
- Louvain, Bibliothèque de l'Université
- Manchester, bibliothèque de l'université John Rylands
- Michigan, Bibliothèque de l'Université du Michigan
- Moscou, Musée Pouchkine
- Naples, Bibliothèque Nationale Vittorio Emanuele III
- New York, Bibliothèque et musée Morgan
- Oxford, Bibliothèque Bodléienne
- Paris, Bibliothèque nationale de France
- Paris, Musée du Louvre
- Strasbourg, Bibliothèque de l'Université
- Cité du Vatican, Bibliothèque Apostolique
- Venise, Bibliothèque Naniana
- Vienne, Österreichische Nationalbibliothek

L'ancienne bibliothèque du Monastère Blanc est riche de nombreuses catégories telles que bibliques, hagiographiques, liturgiques, etc. Cela donne au chercheur une bonne connaissance de ce que les moines lisaient et de ce qu'ils étaient autorisés à lire aux différentes étapes du développement du monastère.
Cependant, les premiers temps ne sont pas très bien représentés dans les fragments survivants. Cela peut être attribué soit à leur utilisation fréquente, soit simplement au fait qu'ils ont été victimes du temps et du déclin du monastère plus tard. Le dialecte de ces manuscrits était principalement le copte sahidique, perfectionné dans sa forme littéraire par saint Shenouda l'archimandrite. Il y avait aussi quelques manuscrits bilingues. Les premiers étaient en copte sahidique et en grec, tandis que les derniers étaient en copte sahidique et en arabe. Le matériel d'écriture utilisé était principalement du parchemin, en raison de sa prédominance, mais certains des plus récents ont été trouvés sur papier.
La première catégorie, et la plus abondante, est celle des manuscrits bibliques. Presque tous les livres de l'Ancien Testament, y compris les Livres deutérocanoniques, sont représentés. La seule exception concerne certains livres historiques, qui ont toujours été rares dans les monastères égyptiens. Le Nouveau Testament, en revanche, est représenté dans son intégralité, bien que sous une forme fragmentaire.
Une deuxième catégorie est constituée des Évangiles, Actes et vies bibliques apocryphes qui étaient fréquemment lus dans les monastères égyptiens. Il s'agit notamment de l'Évangile des Douze, de l'Évangile de Barthélemy, des Actes de Thomas, des Actes de Pilate, de la Vie de la Vierge Marie et de l'Histoire de Joseph le charpentier.
Une troisième catégorie concerne les manuscrits historiques, qui sont rares dans les bibliothèques coptes trouvées jusqu'à présent. Cependant, dans le monastère blanc, on trouve une partie substantielle d'un manuscrit d'histoire ecclésiastique. Ce manuscrit traite de l'histoire de l'Église copte orthodoxe d'Alexandrie aux IVe et Ve siècles. En outre, il existe plusieurs fragments de codex qui enregistrent les actes des grands conciles de Nicée et d'Éphèse.
Une autre catégorie importante trouvée dans la bibliothèque est celle des textes hagiographiques. On les trouve en relative abondance dans toutes les bibliothèques monastiques, et le Monastère Blanc ne fait pas exception. Ils sont principalement destinés à l’édification spirituelle des moines plutôt que de constituer des documents historiques précis sur les saints. Ils comprennent des actes et des textes associés de nombreux martyrs tels que saint Colluthus le médecin, saints Côme et Damien, saint Philopâtre Mercurius, saint Psote, saint Théodore, saint Victor et bien d'autres. Il y a aussi la vie de nombreux saints importants de l'Église égyptienne comme Saint Antoine, Saint Athanase, Saint Pacôme et ses disciples, Saint Samuel le Confesseur et Saint Shenouda l'Archimandrite pour n'en nommer que quelques-uns.
La catégorie la plus riche et la plus significative disponible est celle des écrits des pères. Cette bibliothèque a livré un grand nombre de manuscrits, conservant des textes de la composition d'écrivains égyptiens, ainsi que des traductions coptes d'écrits grecs des Pères de l'Église. La partie la plus significative en est celle des œuvres remarquables de sainte Chenouda l'archimandrite. D'autres écrits comprennent ceux des sermons de saint Wissa, les écrits de saint Pacôme et de ses disciples, ainsi que l'Apophthgamata Patrum. D'autres textes de composition copte originale incluent ceux de Constantin d'Assiout, de Jean de Burulus et de Rufus de Shotep. Le groupe des traductions coptes des écrits grecs comprend celles de saint Pierre d'Alexandrie, saint Athanase, saint Théophile, saint Cyrille le Grand et saint Dioscore. Les traductions grecques des pères non coptes incluent saint Cyrille de Jérusalem, saint Jean Chrysostome et saint Sévère d'Antioche. Des œuvres d'autres auteurs se trouvent également dans cette collection.

## Voir également